# Eleições autárquicas de 2017 em Vila Nova de Gaia
As eleições autárquicas de 2017 serviram para eleger os membros dos órgãos do poder local no concelho de Vila Nova de Gaia.
Eduardo Vítor Rodrigues, presidente eleito em 2013 pelo Partido Socialista, foi reeleito ao obter uma vitória esmagadora ao obter 61,7% dos votos e uma ampla maioria na vereação na câmara, ao eleger 9 dos 11 vereadores possíveis. Os socialistas, aliás, conseguiram o fazer pleno, obtendo a maioria na câmara municipal, na assembleia municipal e conseguindo o controlo de todas as juntas de freguesia.
A coligação PSD-CDS, que governou até 2013, teve um resultado desastroso, ficando-se pelos 20,3% dos votos e, apenas, 2 vereadores.
Por fim, destacar o falhanço do Bloco de Esquerda e da Coligação Democrática Unitária em elegerem um vereador.

## Listas e Candidatos
| Lista | Lista                                           | Candidato                   |
| ----- | ----------------------------------------------- | --------------------------- |
|       | Partido Socialista                              | Eduardo Vitor Rodrigues     |
|       | PSD-CDS                                         | José Cancela Moura          |
|       | Bloco de Esquerda                               | Renato Soeiro               |
|       | Coligação Democrática Unitária                  | Mário David Soares          |
|       | Pessoas–Animais–Natureza                        | Pedro Castro                |
|       | Partido Comunista dos Trabalhadores Portugueses | Cristiano Ferreira da Silva |
|       | Partido Democrático Republicano                 | José Vieira da Cunha        |
|       | Partido Trabalhista Português                   | Marisa Ribeiro              |

## Resultados Oficiais
Os resultados nos diferentes órgãos do poder local no Concelho de Vila Nova de Gaia foram os seguintes:

## Mapa

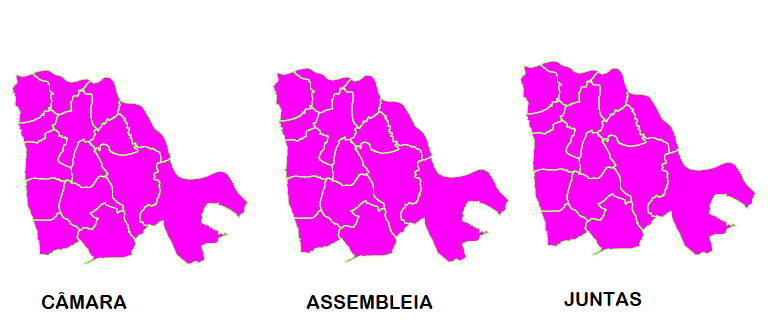
Partido mais votado por Freguesia

### Câmara Municipal
| Partido                 | Partido                         | Votos   | %               | +/-   | Vereadores | +/-     |
| ----------------------- | ------------------------------- | ------- | --------------- | ----- | ---------- | ------- |
|                         | Partido Socialista              | 85 118  | 61,68 / 100,00  | 23,53 | 9 / 11     | 4       |
|                         | PSD-CDS                         | 28 019  | 20,30 / 100,00  | 0,33  | 2 / 11     | 1       |
|                         | Bloco de Esquerda               | 7 142   | 5,18 / 100,00   | 2,12  | 0 / 11     | Estável |
|                         | Coligação Democrática Unitária  | 6 226   | 4,51 / 100,00   | 1,86  | 0 / 11     | Estável |
|                         | Pessoas–Animais–Natureza        | 3 546   | 2,57 / 100,00   | -     | 0 / 11     | -       |
|                         | PCTP/MRPP                       | 702     | 0,51 / 100,00   | 0,99  | 0 / 11     | Estável |
|                         | Partido Democrático Republicano | 376     | 0,27 / 100,00   | Novo  | 0 / 11     | Novo    |
|                         | Partido Trabalhista Português   | 327     | 0,24 / 100,00   | 0,60  | 0 / 11     | Estável |
| Votos Inválidos         | Votos Inválidos                 | 6 550   | 4,75 / 100,00   | 3,97  |            |         |
| Total                   | Total                           | 138 006 | 100,00 / 100,00 |       | 11 / 11    |         |
| Eleitorado/Participação | Eleitorado/Participação         | 264 827 | 52,11 / 100,00  | 1,25  |            |         |

### Assembleia Municipal
| Partido                 | Partido                         | Votos   | %               | +/-   | Deputados | +/-     |
| ----------------------- | ------------------------------- | ------- | --------------- | ----- | --------- | ------- |
|                         | Partido Socialista              | 75 977  | 55,11 / 100,00  | 18,29 | 20 / 33   | 5       |
|                         | PSD-CDS                         | 30 800  | 22,34 / 100,00  | 0,62  | 8 / 33    | Estável |
|                         | Bloco de Esquerda               | 9 960   | 7,22 / 100,00   | 3,29  | 2 / 33    | 1       |
|                         | Coligação Democrática Unitária  | 8 202   | 5,95 / 100,00   | 1,62  | 2 / 33    | 1       |
|                         | Pessoas–Animais–Natureza        | 5 131   | 3,72 / 100,00   | 1,57  | 1 / 33    | 1       |
|                         | Partido Democrático Republicano | 542     | 0,39 / 100,00   | Novo  | 0 / 33    | Novo    |
| Votos Inválidos         | Votos Inválidos                 | 7 247   | 5,26 / 100,00   | 3,94  |           |         |
| Total                   | Total                           | 137 859 | 100,00 / 100,00 |       | 33 / 33   |         |
| Eleitorado/Participação | Eleitorado/Participação         | 264 827 | 52,06 / 100,00  | 1,32  |           |         |

### Juntas de Freguesia
| Partido                 | Partido                        | Votos   | %               | +/-   | Presidentes | +/-     | Vereadores | +/-     |
| ----------------------- | ------------------------------ | ------- | --------------- | ----- | ----------- | ------- | ---------- | ------- |
|                         | Partido Socialista             | 77 270  | 56,01 / 100,00  | 14,33 | 15 / 15     | 3       | 140 / 215  | 33      |
|                         | PSD-CDS                        | 31 413  | 22,77 / 100,00  | 7,25  | 0 / 15      | 2       | 51 / 215   | 26      |
|                         | Coligação Democrática Unitária | 8 752   | 6,34 / 100,00   | 2,97  | 0 / 15      | Estável | 9 / 215    | 9       |
|                         | Bloco de Esquerda              | 7 917   | 5,74 / 100,00   | 2,36  | 0 / 15      | Estável | 8 / 215    | 5       |
|                         | Grupo de Cidadãos              | 3 803   | 2,76 / 100,00   | 2,26  | 0 / 15      | 1       | 5 / 215    | 5       |
|                         | Nós, Cidadãos!                 | 735     | 0,53 / 100,00   | Novo  | 0 / 15      | Novo    | 2 / 215    | Novo    |
|                         | PCTP/MRPP                      | 55      | 0,04 / 100,00   | 0,45  | 0 / 15      | Estável | 0 / 215    | Estável |
| Votos Inválidos         | Votos Inválidos                | 8 006   | 5,80 / 100,00   | 4,14  |             |         |            |         |
| Total                   | Total                          | 137 951 | 100,00 / 100,00 |       | 15 / 15     |         | 215 / 215  |         |
| Eleitorado/Participação | Eleitorado/Participação        | 264 827 | 52,09 / 100,00  | 1,33  |             |         |            |         |

## Resultados por Freguesia

### Câmara Municipal
| Freguesia                            | %     | %        | %    | %    | %    | %    | %    | %    | Votantes |
| Freguesia                            | PS    | PSD- CDS | BE   | CDU  | PAN  | PCTP | PDR  | PTP  | Votantes |
| ------------------------------------ | ----- | -------- | ---- | ---- | ---- | ---- | ---- | ---- | -------- |
| Arcozelo                             | 56,41 | 28,30    | 3,32 | 3,63 | 2,28 | 0,39 | 0,22 | 0,19 | 6 838    |
| Avintes                              | 71,29 | 12,18    | 2,99 | 6,52 | 1,97 | 0,53 | 0,17 | 0,11 | 5 280    |
| Canelas                              | 68,63 | 16,61    | 3,95 | 2,92 | 1,91 | 0,38 | 0,32 | 0,18 | 6 636    |
| Canidelo                             | 61,15 | 17,48    | 6,76 | 5,38 | 3,18 | 0,48 | 0,31 | 0,24 | 12 166   |
| Grijó e Sermonde                     | 61,68 | 22,97    | 4,08 | 3,67 | 2,04 | 0,48 | 0,21 | 0,23 | 6 517    |
| Gulpilhares e Valadares              | 59,76 | 19,84    | 5,77 | 5,36 | 3,06 | 0,66 | 0,31 | 0,21 | 9 390    |
| Madalena                             | 61,35 | 18,80    | 4,32 | 5,79 | 2,92 | 0,57 | 0,41 | 0,39 | 4 926    |
| Mafamude e Vilar do Paraíso          | 58,17 | 21,55    | 6,94 | 5,01 | 2,99 | 0,30 | 0,29 | 0,20 | 21 997   |
| Oliveira do Douro                    | 65,35 | 16,03    | 5,85 | 5,61 | 2,71 | 0,56 | 0,21 | 0,18 | 10 241   |
| Pedroso e Seixezelo                  | 67,48 | 18,68    | 3,76 | 2,81 | 1,78 | 0,48 | 0,25 | 0,26 | 9 853    |
| Sandim, Olival, Lever e Crestuma     | 59,12 | 27,97    | 3,42 | 2,08 | 1,29 | 0,50 | 0,22 | 0,40 | 9 466    |
| Santa Marinha e São Pedro da Afurada | 58,76 | 18,83    | 7,11 | 5,42 | 3,40 | 0,78 | 0,34 | 0,35 | 14 810   |
| São Félix da Marinha                 | 61,20 | 24,17    | 2,95 | 3,49 | 2,03 | 0,45 | 0,14 | 0,06 | 6 441    |
| Serzedo e Perosinho                  | 61,68 | 22,97    | 4,08 | 3,67 | 2,04 | 0,48 | 0,21 | 0,23 | 6 517    |
| Vilar de Andorinho                   | 65,53 | 14,73    | 5,91 | 4,91 | 3,14 | 0,71 | 0,36 | 0,21 | 7 456    |
| Vila Nova de Gaia                    | 61,68 | 20,30    | 5,18 | 4,51 | 2,57 | 0,51 | 0,27 | 0,24 | 138 006  |

#### Arcozelo
| Partido                 | Partido                         | Votos  | %               | +/-   |
| ----------------------- | ------------------------------- | ------ | --------------- | ----- |
|                         | Partido Socialista              | 3 857  | 56,41 / 100,00  | 27,49 |
|                         | PSD-CDS                         | 1 935  | 28,30 / 100,00  | 8,55  |
|                         | Coligação Democrática Unitária  | 248    | 3,63 / 100,00   | 1,96  |
|                         | Bloco de Esquerda               | 227    | 3,32 / 100,00   | 0,77  |
|                         | Pessoas–Animais–Natureza        | 156    | 2,28 / 100,00   | -     |
|                         | PCTP/MRPP                       | 27     | 0,39 / 100,00   | 0,80  |
|                         | Partido Democrático Republicano | 15     | 0,22 / 100,00   | Novo  |
|                         | Partido Trabalhista Português   | 13     | 0,19 / 100,00   | 0,63  |
| Votos Inválidos         | Votos Inválidos                 | 360    | 5,26 / 100,00   | 4,18  |
| Total                   | Total                           | 6 838  | 100,00 / 100,00 |       |
| Eleitorado/Participação | Eleitorado/Participação         | 12 887 | 53,06 / 100,00  | 0,65  |

#### Avintes
| Partido                 | Partido                         | Votos | %               | +/-   |
| ----------------------- | ------------------------------- | ----- | --------------- | ----- |
|                         | Partido Socialista              | 3 764 | 71,29 / 100,00  | 23,05 |
|                         | PSD-CDS                         | 643   | 12,18 / 100,00  | 4,00  |
|                         | Coligação Democrática Unitária  | 344   | 6,52 / 100,00   | 3,55  |
|                         | Bloco de Esquerda               | 158   | 2,99 / 100,00   | 1,27  |
|                         | Pessoas–Animais–Natureza        | 104   | 1,97 / 100,00   | -     |
|                         | PCTP/MRPP                       | 28    | 0,53 / 100,00   | 1,65  |
|                         | Partido Democrático Republicano | 9     | 0,17 / 100,00   | Novo  |
|                         | Partido Trabalhista Português   | 6     | 0,11 / 100,00   | 0,48  |
| Votos Inválidos         | Votos Inválidos                 | 224   | 4,24 / 100,00   | 2,87  |
| Total                   | Total                           | 5 280 | 100,00 / 100,00 |       |
| Eleitorado/Participação | Eleitorado/Participação         | 9 706 | 54,40 / 100,00  | 0,13  |

#### Canelas
| Partido                 | Partido                         | Votos  | %               | +/-   |
| ----------------------- | ------------------------------- | ------ | --------------- | ----- |
|                         | Partido Socialista              | 4 554  | 68,63 / 100,00  | 23,22 |
|                         | PSD-CDS                         | 1 102  | 16,61 / 100,00  | 0,93  |
|                         | Bloco de Esquerda               | 262    | 3,95 / 100,00   | 1,67  |
|                         | Coligação Democrática Unitária  | 194    | 2,92 / 100,00   | 1,26  |
|                         | Pessoas–Animais–Natureza        | 127    | 1,91 / 100,00   | -     |
|                         | PCTP/MRPP                       | 25     | 0,38 / 100,00   | 0,65  |
|                         | Partido Democrático Republicano | 21     | 0,32 / 100,00   | Novo  |
|                         | Partido Trabalhista Português   | 12     | 0,18 / 100,00   | 0,82  |
| Votos Inválidos         | Votos Inválidos                 | 339    | 5,11 / 100,00   | 1,82  |
| Total                   | Total                           | 6 636  | 100,00 / 100,00 |       |
| Eleitorado/Participação | Eleitorado/Participação         | 11 599 | 57,21 / 100,00  | 2,10  |

#### Canidelo
| Partido                 | Partido                         | Votos  | %               | +/-   |
| ----------------------- | ------------------------------- | ------ | --------------- | ----- |
|                         | Partido Socialista              | 7 440  | 61,15 / 100,00  | 24,64 |
|                         | PSD-CDS                         | 2 127  | 17,48 / 100,00  | 0,84  |
|                         | Bloco de Esquerda               | 822    | 6,76 / 100,00   | 2,12  |
|                         | Coligação Democrática Unitária  | 655    | 5,38 / 100,00   | 2,58  |
|                         | Pessoas–Animais–Natureza        | 387    | 3,18 / 100,00   | -     |
|                         | PCTP/MRPP                       | 58     | 0,48 / 100,00   | 0,93  |
|                         | Partido Democrático Republicano | 38     | 0,31 / 100,00   | Novo  |
|                         | Partido Trabalhista Português   | 29     | 0,24 / 100,00   | 0,45  |
| Votos Inválidos         | Votos Inválidos                 | 610    | 5,01 / 100,00   | 4,89  |
| Total                   | Total                           | 12 166 | 100,00 / 100,00 |       |
| Eleitorado/Participação | Eleitorado/Participação         | 24 181 | 50,31 / 100,00  | 2,89  |

#### Grijó e Sermonde
| Partido                 | Partido                         | Votos  | %               | +/-   |
| ----------------------- | ------------------------------- | ------ | --------------- | ----- |
|                         | Partido Socialista              | 3 586  | 59,88 / 100,00  | 22,41 |
|                         | PSD-CDS                         | 1 612  | 26,92 / 100,00  | 0,52  |
|                         | Coligação Democrática Unitária  | 212    | 3,54 / 100,00   | 0,79  |
|                         | Bloco de Esquerda               | 149    | 2,49 / 100,00   | 0,41  |
|                         | Pessoas–Animais–Natureza        | 107    | 1,79 / 100,00   | -     |
|                         | PCTP/MRPP                       | 28     | 0,47 / 100,00   | 1,43  |
|                         | Partido Trabalhista Português   | 14     | 0,23 / 100,00   | 0,94  |
|                         | Partido Democrático Republicano | 11     | 0,18 / 100,00   | Novo  |
| Votos Inválidos         | Votos Inválidos                 | 270    | 4,51 / 100,00   | 3,51  |
| Total                   | Total                           | 5 989  | 100,00 / 100,00 |       |
| Eleitorado/Participação | Eleitorado/Participação         | 10 335 | 57,95 / 100,00  | 1,81  |

#### Gulpilhares e Valadares
| Partido                 | Partido                         | Votos  | %               | +/-   |
| ----------------------- | ------------------------------- | ------ | --------------- | ----- |
|                         | Partido Socialista              | 5 611  | 59,76 / 100,00  | 28,39 |
|                         | PSD-CDS                         | 1 863  | 19,84 / 100,00  | 3,63  |
|                         | Bloco de Esquerda               | 542    | 5,77 / 100,00   | 2,09  |
|                         | Coligação Democrática Unitária  | 503    | 5,36 / 100,00   | 2,28  |
|                         | Pessoas–Animais–Natureza        | 287    | 3,06 / 100,00   | -     |
|                         | PCTP/MRPP                       | 62     | 0,66 / 100,00   | 1,12  |
|                         | Partido Democrático Republicano | 29     | 0,31 / 100,00   | Novo  |
|                         | Partido Trabalhista Português   | 20     | 0,21 / 100,00   | 0,71  |
| Votos Inválidos         | Votos Inválidos                 | 473    | 5,03 / 100,00   | 5,43  |
| Total                   | Total                           | 9 390  | 100,00 / 100,00 |       |
| Eleitorado/Participação | Eleitorado/Participação         | 19 004 | 49,41 / 100,00  | 0,29  |

#### Madalena
| Partido                 | Partido                         | Votos | %               | +/-   |
| ----------------------- | ------------------------------- | ----- | --------------- | ----- |
|                         | Partido Socialista              | 3 022 | 61,35 / 100,00  | 30,63 |
|                         | PSD-CDS                         | 926   | 18,80 / 100,00  | 5,99  |
|                         | Coligação Democrática Unitária  | 285   | 5,79 / 100,00   | 0,51  |
|                         | Bloco de Esquerda               | 213   | 4,32 / 100,00   | 1,20  |
|                         | Pessoas–Animais–Natureza        | 144   | 2,92 / 100,00   | -     |
|                         | PCTP/MRPP                       | 28    | 0,57 / 100,00   | 1,06  |
|                         | Partido Democrático Republicano | 20    | 0,41 / 100,00   | Novo  |
|                         | Partido Trabalhista Português   | 19    | 0,39 / 100,00   | 0,10  |
| Votos Inválidos         | Votos Inválidos                 | 269   | 5,46 / 100,00   | 4,52  |
| Total                   | Total                           | 4 926 | 100,00 / 100,00 |       |
| Eleitorado/Participação | Eleitorado/Participação         | 8 964 | 54,95 / 100,00  | 0,88  |

#### Mafamude e Vilar do Paraíso
| Partido                 | Partido                         | Votos  | %               | +/-   |
| ----------------------- | ------------------------------- | ------ | --------------- | ----- |
|                         | Partido Socialista              | 12 796 | 58,17 / 100,00  | 24,54 |
|                         | PSD-CDS                         | 4 740  | 21,55 / 100,00  | 1,70  |
|                         | Bloco de Esquerda               | 1 526  | 6,94 / 100,00   | 3,09  |
|                         | Coligação Democrática Unitária  | 1 103  | 5,01 / 100,00   | 2,09  |
|                         | Pessoas–Animais–Natureza        | 657    | 2,99 / 100,00   | -     |
|                         | PCTP/MRPP                       | 67     | 0,30 / 100,00   | 1,32  |
|                         | Partido Democrático Republicano | 64     | 0,29 / 100,00   | Novo  |
|                         | Partido Trabalhista Português   | 45     | 0,20 / 100,00   | 0,57  |
| Votos Inválidos         | Votos Inválidos                 | 999    | 4,54 / 100,00   | 4,57  |
| Total                   | Total                           | 21 997 | 100,00 / 100,00 |       |
| Eleitorado/Participação | Eleitorado/Participação         | 46 334 | 47,47 / 100,00  | 11,66 |

#### Oliveira do Douro
| Partido                 | Partido                         | Votos  | %               | +/-   |
| ----------------------- | ------------------------------- | ------ | --------------- | ----- |
|                         | Partido Socialista              | 6 693  | 65,35 / 100,00  | 13,69 |
|                         | PSD-CDS                         | 1 642  | 16,03 / 100,00  | 2,66  |
|                         | Bloco de Esquerda               | 599    | 5,85 / 100,00   | 2,79  |
|                         | Coligação Democrática Unitária  | 575    | 5,61 / 100,00   | 1,24  |
|                         | Pessoas–Animais–Natureza        | 278    | 2,71 / 100,00   | -     |
|                         | PCTP/MRPP                       | 57     | 0,56 / 100,00   | 0,86  |
|                         | Partido Democrático Republicano | 22     | 0,21 / 100,00   | Novo  |
|                         | Partido Trabalhista Português   | 18     | 0,18 / 100,00   | 0,49  |
| Votos Inválidos         | Votos Inválidos                 | 357    | 3,48 / 100,00   | 3,15  |
| Total                   | Total                           | 10 241 | 100,00 / 100,00 |       |
| Eleitorado/Participação | Eleitorado/Participação         | 19 929 | 51,39 / 100,00  | 0,93  |

#### Pedroso e Seixezelo
| Partido                 | Partido                         | Votos  | %               | +/-   |
| ----------------------- | ------------------------------- | ------ | --------------- | ----- |
|                         | Partido Socialista              | 6 649  | 67,48 / 100,00  | 28,16 |
|                         | PSD-CDS                         | 1 841  | 18,68 / 100,00  | 5,28  |
|                         | Bloco de Esquerda               | 370    | 3,76 / 100,00   | 1,64  |
|                         | Coligação Democrática Unitária  | 277    | 2,81 / 100,00   | 1,73  |
|                         | Pessoas–Animais–Natureza        | 175    | 1,78 / 100,00   | -     |
|                         | PCTP/MRPP                       | 47     | 0,48 / 100,00   | 0,85  |
|                         | Partido Trabalhista Português   | 26     | 0,26 / 100,00   | 0,96  |
|                         | Partido Democrático Republicano | 25     | 0,25 / 100,00   | Novo  |
| Votos Inválidos         | Votos Inválidos                 | 443    | 4,49 / 100,00   | 4,29  |
| Total                   | Total                           | 9 853  | 100,00 / 100,00 |       |
| Eleitorado/Participação | Eleitorado/Participação         | 17 773 | 55,44 / 100,00  | 3,48  |

#### Sandim, Olival, Lever e Crestuma
| Partido                 | Partido                         | Votos  | %               | +/-   |
| ----------------------- | ------------------------------- | ------ | --------------- | ----- |
|                         | Partido Socialista              | 5 596  | 59,12 / 100,00  | 18,94 |
|                         | PSD-CDS                         | 2 648  | 27,97 / 100,00  | 2,37  |
|                         | Bloco de Esquerda               | 324    | 3,42 / 100,00   | 2,22  |
|                         | Coligação Democrática Unitária  | 197    | 2,08 / 100,00   | 0,33  |
|                         | Pessoas–Animais–Natureza        | 122    | 1,29 / 100,00   | -     |
|                         | PCTP/MRPP                       | 47     | 0,50 / 100,00   | 0,49  |
|                         | Partido Trabalhista Português   | 38     | 0,40 / 100,00   | 0,56  |
|                         | Partido Democrático Republicano | 21     | 0,22 / 100,00   | Novo  |
| Votos Inválidos         | Votos Inválidos                 | 473    | 4,99 / 100,00   | 3,77  |
| Total                   | Total                           | 9 466  | 100,00 / 100,00 |       |
| Eleitorado/Participação | Eleitorado/Participação         | 14 924 | 63,43 / 100,00  | 0,88  |

#### Santa Marinha e São Pedro da Afurada
| Partido                 | Partido                         | Votos  | %               | +/-   |
| ----------------------- | ------------------------------- | ------ | --------------- | ----- |
|                         | Partido Socialista              | 8 702  | 58,76 / 100,00  | 22,27 |
|                         | PSD-CDS                         | 2 788  | 18,83 / 100,00  | 0,47  |
|                         | Bloco de Esquerda               | 1 053  | 7,11 / 100,00   | 3,08  |
|                         | Coligação Democrática Unitária  | 803    | 5,42 / 100,00   | 2,68  |
|                         | Pessoas–Animais–Natureza        | 504    | 3,40 / 100,00   | -     |
|                         | PCTP/MRPP                       | 115    | 0,78 / 100,00   | 0,46  |
|                         | Partido Trabalhista Português   | 52     | 0,35 / 100,00   | 0,32  |
|                         | Partido Democrático Republicano | 51     | 0,34 / 100,00   | Novo  |
| Votos Inválidos         | Votos Inválidos                 | 742    | 5,02 / 100,00   | 3,37  |
| Total                   | Total                           | 14 810 | 100,00 / 100,00 |       |
| Eleitorado/Participação | Eleitorado/Participação         | 30 483 | 48,58 / 100,00  | 1,07  |

#### São Félix da Marinha
| Partido                 | Partido                         | Votos  | %               | +/-   |
| ----------------------- | ------------------------------- | ------ | --------------- | ----- |
|                         | Partido Socialista              | 3 942  | 61,20 / 100,00  | 23,56 |
|                         | PSD-CDS                         | 1 557  | 24,17 / 100,00  | 0,58  |
|                         | Coligação Democrática Unitária  | 225    | 3,49 / 100,00   | 1,75  |
|                         | Bloco de Esquerda               | 190    | 2,95 / 100,00   | 0,74  |
|                         | Pessoas–Animais–Natureza        | 131    | 2,03 / 100,00   | -     |
|                         | PCTP/MRPP                       | 29     | 0,45 / 100,00   | 0,89  |
|                         | Partido Democrático Republicano | 9      | 0,14 / 100,00   | Novo  |
|                         | Partido Trabalhista Português   | 4      | 0,06 / 100,00   | 0,93  |
| Votos Inválidos         | Votos Inválidos                 | 354    | 5,50 / 100,00   | 2,92  |
| Total                   | Total                           | 6 441  | 100,00 / 100,00 |       |
| Eleitorado/Participação | Eleitorado/Participação         | 11 319 | 56,90 / 100,00  | 1,95  |

#### Serzedo e Perosinho
| Partido                 | Partido                         | Votos  | %               | +/-   |
| ----------------------- | ------------------------------- | ------ | --------------- | ----- |
|                         | Partido Socialista              | 4 020  | 61,68 / 100,00  | 19,78 |
|                         | PSD-CDS                         | 1 497  | 22,97 / 100,00  | 2,77  |
|                         | Bloco de Esquerda               | 266    | 4,08 / 100,00   | 2,17  |
|                         | Coligação Democrática Unitária  | 239    | 3,67 / 100,00   | 0,86  |
|                         | Pessoas–Animais–Natureza        | 133    | 2,04 / 100,00   | -     |
|                         | PCTP/MRPP                       | 31     | 0,48 / 100,00   | 0,85  |
|                         | Partido Trabalhista Português   | 15     | 0,23 / 100,00   | 0,70  |
|                         | Partido Democrático Republicano | 14     | 0,21 / 100,00   | Novo  |
| Votos Inválidos         | Votos Inválidos                 | 302    | 4,63 / 100,00   | 4,62  |
| Total                   | Total                           | 6 517  | 100,00 / 100,00 |       |
| Eleitorado/Participação | Eleitorado/Participação         | 12 244 | 53,23 / 100,00  | 1,10  |

#### Vilar de Andorinho
| Partido                 | Partido                         | Votos  | %               | +/-   |
| ----------------------- | ------------------------------- | ------ | --------------- | ----- |
|                         | Partido Socialista              | 4 886  | 65,53 / 100,00  | 21,30 |
|                         | PSD-CDS                         | 1 098  | 14,73 / 100,00  | 0,74  |
|                         | Bloco de Esquerda               | 441    | 5,91 / 100,00   | 2,42  |
|                         | Coligação Democrática Unitária  | 366    | 4,91 / 100,00   | 2,62  |
|                         | Pessoas–Animais–Natureza        | 234    | 3,14 / 100,00   | -     |
|                         | PCTP/MRPP                       | 53     | 0,71 / 100,00   | 1,67  |
|                         | Partido Democrático Republicano | 27     | 0,36 / 100,00   | Novo  |
|                         | Partido Trabalhista Português   | 16     | 0,21 / 100,00   | 0,81  |
| Votos Inválidos         | Votos Inválidos                 | 335    | 4,49 / 100,00   | 3,78  |
| Total                   | Total                           | 7 456  | 100,00 / 100,00 |       |
| Eleitorado/Participação | Eleitorado/Participação         | 15 145 | 49,23 / 100,00  | 1,14  |

### Assembleia Municipal
| Freguesia                            | %     | %        | %    | %    | %    | %    | Votantes |
| Freguesia                            | PS    | PSD- CDS | BE   | CDU  | PAN  | PDR  | Votantes |
| ------------------------------------ | ----- | -------- | ---- | ---- | ---- | ---- | -------- |
| Arcozelo                             | 48,61 | 31,69    | 5,29 | 5,03 | 3,44 | 0,34 | 6 838    |
| Avintes                              | 67,23 | 13,18    | 4,34 | 8,28 | 2,58 | 0,17 | 5 280    |
| Canelas                              | 63,96 | 17,77    | 5,53 | 3,89 | 2,88 | 0,51 | 6 635    |
| Canidelo                             | 54,42 | 19,28    | 9,06 | 6,82 | 4,31 | 0,50 | 12 168   |
| Grijó e Sermonde                     | 54,47 | 29,46    | 5,06 | 3,44 | 2,39 | 0,28 | 5 987    |
| Gulpilhares e Valadares              | 51,46 | 22,43    | 8,20 | 7,40 | 4,31 | 0,45 | 9 390    |
| Madalena                             | 54,16 | 21,11    | 6,46 | 7,43 | 4,48 | 0,47 | 4 937    |
| Mafamude e Vilar do Paraíso          | 50,43 | 23,81    | 9,47 | 6,50 | 4,41 | 0,38 | 21 861   |
| Oliveira do Douro                    | 58,78 | 17,39    | 8,38 | 7,38 | 3,91 | 0,37 | 10 240   |
| Pedroso e Seixezelo                  | 62,21 | 20,09    | 5,55 | 3,61 | 2,83 | 0,38 | 9 848    |
| Sandim, Olival, Lever e Crestuma     | 54,32 | 30,01    | 5,00 | 2,85 | 1,97 | 0,38 | 9 447    |
| Santa Marinha e São Pedro da Afurada | 51,50 | 20,52    | 9,69 | 7,15 | 4,89 | 0,44 | 14 813   |
| São Félix da Marinha                 | 56,61 | 25,78    | 3,80 | 4,72 | 2,90 | 0,20 | 6 442    |
| Serzedo e Perosinho                  | 54,89 | 26,10    | 5,72 | 4,71 | 3,10 | 0,35 | 6 517    |
| Vilar de Andorinho                   | 57,90 | 17,44    | 8,07 | 6,67 | 4,48 | 0,50 | 7 456    |
| Vila Nova de Gaia                    | 55,11 | 22,34    | 7,22 | 5,95 | 3,72 | 0,39 | 137 859  |

#### Arcozelo
| Partido                 | Partido                         | Votos  | %               | +/-   |
| ----------------------- | ------------------------------- | ------ | --------------- | ----- |
|                         | Partido Socialista              | 3 324  | 48,61 / 100,00  | 20,44 |
|                         | PSD-CDS                         | 2 167  | 31,69 / 100,00  | 9,69  |
|                         | Bloco de Esquerda               | 362    | 5,29 / 100,00   | 1,88  |
|                         | Coligação Democrática Unitária  | 344    | 5,03 / 100,00   | 1,70  |
|                         | Pessoas–Animais–Natureza        | 235    | 3,44 / 100,00   | 0,86  |
|                         | Partido Democrático Republicano | 23     | 0,34 / 100,00   | Novo  |
| Votos Inválidos         | Votos Inválidos                 | 383    | 5,60 / 100,00   | 4,15  |
| Total                   | Total                           | 6 838  | 100,00 / 100,00 |       |
| Eleitorado/Participação | Eleitorado/Participação         | 12 887 | 53,06 / 100,00  | 0,61  |

#### Avintes
| Partido                 | Partido                         | Votos | %               | +/-   |
| ----------------------- | ------------------------------- | ----- | --------------- | ----- |
|                         | Partido Socialista              | 3 550 | 67,23 / 100,00  | 20,73 |
|                         | PSD-CDS                         | 696   | 13,18 / 100,00  | 4,31  |
|                         | Coligação Democrática Unitária  | 437   | 8,28 / 100,00   | 3,44  |
|                         | Bloco de Esquerda               | 229   | 4,34 / 100,00   | 2,06  |
|                         | Pessoas–Animais–Natureza        | 136   | 2,58 / 100,00   | 1,02  |
|                         | Partido Democrático Republicano | 9     | 0,17 / 100,00   | Novo  |
| Votos Inválidos         | Votos Inválidos                 | 223   | 4,23 / 100,00   | 2,93  |
| Total                   | Total                           | 5 280 | 100,00 / 100,00 |       |
| Eleitorado/Participação | Eleitorado/Participação         | 9 706 | 54,40 / 100,00  | 0,07  |

#### Canelas
| Partido                 | Partido                         | Votos  | %               | +/-   |
| ----------------------- | ------------------------------- | ------ | --------------- | ----- |
|                         | Partido Socialista              | 4 244  | 63,96 / 100,00  | 19,52 |
|                         | PSD-CDS                         | 1 179  | 17,77 / 100,00  | 1,41  |
|                         | Bloco de Esquerda               | 367    | 5,53 / 100,00   | 2,69  |
|                         | Coligação Democrática Unitária  | 258    | 3,89 / 100,00   | 1,15  |
|                         | Pessoas–Animais–Natureza        | 191    | 2,88 / 100,00   | 0,86  |
|                         | Partido Democrático Republicano | 34     | 0,51 / 100,00   | Novo  |
| Votos Inválidos         | Votos Inválidos                 | 362    | 5,46 / 100,00   | 1,94  |
| Total                   | Total                           | 6 635  | 100,00 / 100,00 |       |
| Eleitorado/Participação | Eleitorado/Participação         | 11 599 | 57,20 / 100,00  | 2,11  |

#### Canidelo
| Partido                 | Partido                         | Votos  | %               | +/-   |
| ----------------------- | ------------------------------- | ------ | --------------- | ----- |
|                         | Partido Socialista              | 6 622  | 54,42 / 100,00  | 18,70 |
|                         | PSD-CDS                         | 2 346  | 19,28 / 100,00  | 0,94  |
|                         | Bloco de Esquerda               | 1 103  | 9,06 / 100,00   | 3,33  |
|                         | Coligação Democrática Unitária  | 830    | 6,82 / 100,00   | 2,20  |
|                         | Pessoas–Animais–Natureza        | 524    | 4,31 / 100,00   | 1,97  |
|                         | Partido Democrático Republicano | 61     | 0,50 / 100,00   | Novo  |
| Votos Inválidos         | Votos Inválidos                 | 682    | 5,61 / 100,00   | 4,81  |
| Total                   | Total                           | 12 168 | 100,00 / 100,00 |       |
| Eleitorado/Participação | Eleitorado/Participação         | 24 181 | 50,32 / 100,00  | 2,90  |

#### Grijó e Sermonde
| Partido                 | Partido                         | Votos  | %               | +/-   |
| ----------------------- | ------------------------------- | ------ | --------------- | ----- |
|                         | Partido Socialista              | 3 261  | 54,47 / 100,00  | 18,62 |
|                         | PSD-CDS                         | 1 764  | 29,46 / 100,00  | 1,27  |
|                         | Coligação Democrática Unitária  | 303    | 5,06 / 100,00   | 0,04  |
|                         | Bloco de Esquerda               | 206    | 3,44 / 100,00   | 1,00  |
|                         | Pessoas–Animais–Natureza        | 143    | 2,39 / 100,00   | 0,23  |
|                         | Partido Democrático Republicano | 17     | 0,28 / 100,00   | Novo  |
| Votos Inválidos         | Votos Inválidos                 | 293    | 4,89 / 100,00   | 3,93  |
| Total                   | Total                           | 5 987  | 100,00 / 100,00 |       |
| Eleitorado/Participação | Eleitorado/Participação         | 10 335 | 57,93 / 100,00  | 1,88  |

#### Gulpilhares e Valadares
| Partido                 | Partido                         | Votos  | %               | +/-   |
| ----------------------- | ------------------------------- | ------ | --------------- | ----- |
|                         | Partido Socialista              | 4 832  | 51,46 / 100,00  | 21,84 |
|                         | PSD-CDS                         | 2 106  | 22,43 / 100,00  | 4,92  |
|                         | Bloco de Esquerda               | 770    | 8,20 / 100,00   | 4,05  |
|                         | Coligação Democrática Unitária  | 695    | 7,40 / 100,00   | 1,86  |
|                         | Pessoas–Animais–Natureza        | 405    | 4,31 / 100,00   | 1,48  |
|                         | Partido Democrático Republicano | 42     | 0,45 / 100,00   | Novo  |
| Votos Inválidos         | Votos Inválidos                 | 540    | 5,75 / 100,00   | 5,05  |
| Total                   | Total                           | 9 390  | 100,00 / 100,00 |       |
| Eleitorado/Participação | Eleitorado/Participação         | 19 004 | 49,41 / 100,00  | 0,29  |

#### Madalena
| Partido                 | Partido                         | Votos | %               | +/-   |
| ----------------------- | ------------------------------- | ----- | --------------- | ----- |
|                         | Partido Socialista              | 2 674 | 54,16 / 100,00  | 22,98 |
|                         | PSD-CDS                         | 1 042 | 21,11 / 100,00  | 6,21  |
|                         | Coligação Democrática Unitária  | 367   | 7,43 / 100,00   | 0,38  |
|                         | Bloco de Esquerda               | 319   | 6,46 / 100,00   | 2,36  |
|                         | Pessoas–Animais–Natureza        | 221   | 4,48 / 100,00   | 2,72  |
|                         | Partido Democrático Republicano | 23    | 0,47 / 100,00   | Novo  |
| Votos Inválidos         | Votos Inválidos                 | 291   | 5,89 / 100,00   | 2,14  |
| Total                   | Total                           | 4 937 | 100,00 / 100,00 |       |
| Eleitorado/Participação | Eleitorado/Participação         | 8 964 | 55,08 / 100,00  | 1,01  |

#### Mafamude e Vilar do Paraíso
| Partido                 | Partido                         | Votos  | %               | +/-   |
| ----------------------- | ------------------------------- | ------ | --------------- | ----- |
|                         | Partido Socialista              | 11 024 | 50,43 / 100,00  | 19,02 |
|                         | PSD-CDS                         | 5 205  | 23,81 / 100,00  | 1,83  |
|                         | Bloco de Esquerda               | 2 071  | 9,47 / 100,00   | 4,45  |
|                         | Coligação Democrática Unitária  | 1 420  | 6,50 / 100,00   | 2,00  |
|                         | Pessoas–Animais–Natureza        | 963    | 4,41 / 100,00   | 1,97  |
|                         | Partido Democrático Republicano | 84     | 0,38 / 100,00   | Novo  |
| Votos Inválidos         | Votos Inválidos                 | 1 094  | 5,01 / 100,00   | 4,80  |
| Total                   | Total                           | 21 861 | 100,00 / 100,00 |       |
| Eleitorado/Participação | Eleitorado/Participação         | 46 334 | 47,18 / 100,00  | 12,04 |

#### Oliveira do Douro
| Partido                 | Partido                         | Votos  | %               | +/-  |
| ----------------------- | ------------------------------- | ------ | --------------- | ---- |
|                         | Partido Socialista              | 6 019  | 58,79 / 100,00  | 9,87 |
|                         | PSD-CDS                         | 1 781  | 17,39 / 100,00  | 2,77 |
|                         | Bloco de Esquerda               | 858    | 8,38 / 100,00   | 4,49 |
|                         | Coligação Democrática Unitária  | 756    | 7,38 / 100,00   | 1,36 |
|                         | Pessoas–Animais–Natureza        | 400    | 3,91 / 100,00   | 1,89 |
|                         | Partido Democrático Republicano | 38     | 0,37 / 100,00   | Novo |
| Votos Inválidos         | Votos Inválidos                 | 388    | 3,79 / 100,00   | 3,49 |
| Total                   | Total                           | 10 240 | 100,00 / 100,00 |      |
| Eleitorado/Participação | Eleitorado/Participação         | 19 929 | 51,38 / 100,00  | 0,93 |

#### Pedroso e Seixezelo
| Partido                 | Partido                         | Votos  | %               | +/-   |
| ----------------------- | ------------------------------- | ------ | --------------- | ----- |
|                         | Partido Socialista              | 6 126  | 62,21 / 100,00  | 24,40 |
|                         | PSD-CDS                         | 1 978  | 20,09 / 100,00  | 4,56  |
|                         | Bloco de Esquerda               | 547    | 5,55 / 100,00   | 2,58  |
|                         | Coligação Democrática Unitária  | 356    | 3,61 / 100,00   | 1,62  |
|                         | Pessoas–Animais–Natureza        | 279    | 2,83 / 100,00   | 1,01  |
|                         | Partido Democrático Republicano | 37     | 0,38 / 100,00   | Novo  |
| Votos Inválidos         | Votos Inválidos                 | 525    | 5,33 / 100,00   | 4,35  |
| Total                   | Total                           | 9 848  | 100,00 / 100,00 |       |
| Eleitorado/Participação | Eleitorado/Participação         | 17 773 | 55,41 / 100,00  | 3,45  |

#### Sandim, Olival, Lever e Crestuma
| Partido                 | Partido                         | Votos  | %               | +/-   |
| ----------------------- | ------------------------------- | ------ | --------------- | ----- |
|                         | Partido Socialista              | 5 132  | 54,32 / 100,00  | 14,40 |
|                         | PSD-CDS                         | 2 835  | 30,01 / 100,00  | 3,03  |
|                         | Bloco de Esquerda               | 472    | 5,00 / 100,00   | 3,36  |
|                         | Coligação Democrática Unitária  | 269    | 2,85 / 100,00   | 0,17  |
|                         | Pessoas–Animais–Natureza        | 186    | 1,97 / 100,00   | 0,64  |
|                         | Partido Democrático Republicano | 36     | 0,38 / 100,00   | Novo  |
| Votos Inválidos         | Votos Inválidos                 | 517    | 5,47 / 100,00   | 3,85  |
| Total                   | Total                           | 9 447  | 100,00 / 100,00 |       |
| Eleitorado/Participação | Eleitorado/Participação         | 14 924 | 63,30 / 100,00  | 1,01  |

#### Santa Marinha e São Pedro da Afurada
| Partido                 | Partido                         | Votos  | %               | +/-   |
| ----------------------- | ------------------------------- | ------ | --------------- | ----- |
|                         | Partido Socialista              | 7 628  | 51,50 / 100,00  | 16,78 |
|                         | PSD-CDS                         | 3 039  | 20,52 / 100,00  | 0,18  |
|                         | Bloco de Esquerda               | 1 436  | 9,69 / 100,00   | 4,49  |
|                         | Coligação Democrática Unitária  | 1 059  | 7,15 / 100,00   | 2,20  |
|                         | Pessoas–Animais–Natureza        | 725    | 4,89 / 100,00   | 2,64  |
|                         | Partido Democrático Republicano | 65     | 0,44 / 100,00   | Novo  |
| Votos Inválidos         | Votos Inválidos                 | 861    | 5,82 / 100,00   | 3,02  |
| Total                   | Total                           | 14 813 | 100,00 / 100,00 |       |
| Eleitorado/Participação | Eleitorado/Participação         | 30 483 | 48,59 / 100,00  | 1,05  |

#### São Félix da Marinha
| Partido                 | Partido                         | Votos  | %               | +/-   |
| ----------------------- | ------------------------------- | ------ | --------------- | ----- |
|                         | Partido Socialista              | 3 647  | 56,61 / 100,00  | 18,97 |
|                         | PSD-CDS                         | 1 661  | 25,78 / 100,00  | 1,95  |
|                         | Coligação Democrática Unitária  | 304    | 4,72 / 100,00   | 1,11  |
|                         | Bloco de Esquerda               | 245    | 3,80 / 100,00   | 0,97  |
|                         | Pessoas–Animais–Natureza        | 187    | 2,90 / 100,00   | 0,92  |
|                         | Partido Democrático Republicano | 13     | 0,20 / 100,00   | Novo  |
| Votos Inválidos         | Votos Inválidos                 | 385    | 5,97 / 100,00   | 3,47  |
| Total                   | Total                           | 6 442  | 100,00 / 100,00 |       |
| Eleitorado/Participação | Eleitorado/Participação         | 11 319 | 56,91 / 100,00  | 1,96  |

#### Serzedo e Perosinho
| Partido                 | Partido                         | Votos  | %               | +/-   |
| ----------------------- | ------------------------------- | ------ | --------------- | ----- |
|                         | Partido Socialista              | 3 577  | 54,89 / 100,00  | 12,52 |
|                         | PSD-CDS                         | 1 701  | 26,10 / 100,00  | 4,72  |
|                         | Bloco de Esquerda               | 373    | 5,72 / 100,00   | 3,04  |
|                         | Coligação Democrática Unitária  | 307    | 4,71 / 100,00   | 0,88  |
|                         | Pessoas–Animais–Natureza        | 202    | 3,10 / 100,00   | 1,65  |
|                         | Partido Democrático Republicano | 23     | 0,35 / 100,00   | Novo  |
| Votos Inválidos         | Votos Inválidos                 | 334    | 5,12 / 100,00   | 4,71  |
| Total                   | Total                           | 6 517  | 100,00 / 100,00 |       |
| Eleitorado/Participação | Eleitorado/Participação         | 12 244 | 53,23 / 100,00  | 1,10  |

#### Vilar de Andorinho
| Partido                 | Partido                         | Votos  | %               | +/-   |
| ----------------------- | ------------------------------- | ------ | --------------- | ----- |
|                         | Partido Socialista              | 4 317  | 57,90 / 100,00  | 15,31 |
|                         | PSD-CDS                         | 1 300  | 17,44 / 100,00  | 1,68  |
|                         | Bloco de Esquerda               | 602    | 8,07 / 100,00   | 3,53  |
|                         | Coligação Democrática Unitária  | 497    | 6,67 / 100,00   | 2,09  |
|                         | Pessoas–Animais–Natureza        | 334    | 4,48 / 100,00   | 1,83  |
|                         | Partido Democrático Republicano | 37     | 0,50 / 100,00   | Novo  |
| Votos Inválidos         | Votos Inválidos                 | 369    | 4,94 / 100,00   | 3,56  |
| Total                   | Total                           | 7 456  | 100,00 / 100,00 |       |
| Eleitorado/Participação | Eleitorado/Participação         | 15 145 | 49,23 / 100,00  | 1,14  |

### Juntas de Freguesia

#### Arcozelo
| Partido                 | Partido                        | Votos  | %               | +/-   | Vereadores | +/-     |
| ----------------------- | ------------------------------ | ------ | --------------- | ----- | ---------- | ------- |
|                         | Partido Socialista             | 3 316  | 48,49 / 100,00  | 13,48 | 7 / 13     | 2       |
|                         | PSD-CDS                        | 2 541  | 37,16 / 100,00  | 6,77  | 5 / 13     | 2       |
|                         | Coligação Democrática Unitária | 498    | 7,28 / 100,00   | 3,90  | 1 / 13     | Estável |
| Votos Inválidos         | Votos Inválidos                | 483    | 7,06 / 100,00   | 4,82  |            |         |
| Total                   | Total                          | 6 838  | 100,00 / 100,00 |       | 13 / 13    |         |
| Eleitorado/Participação | Eleitorado/Participação        | 12 887 | 53,06 / 100,00  | 0,64  |            |         |

#### Avintes
| Partido                 | Partido                        | Votos | %               | +/-   | Vereadores | +/- |
| ----------------------- | ------------------------------ | ----- | --------------- | ----- | ---------- | --- |
|                         | Partido Socialista             | 3 829 | 72,52 / 100,00  | 23,24 | 11 / 13    | 4   |
|                         | PSD-CDS                        | 672   | 12,73 / 100,00  | 12,58 | 1 / 13     | 3   |
|                         | Coligação Democrática Unitária | 554   | 10,49 / 100,00  | 6,64  | 1 / 13     | 1   |
| Votos Inválidos         | Votos Inválidos                | 225   | 4,26 / 100,00   | 4,01  |            |     |
| Total                   | Total                          | 5 280 | 100,00 / 100,00 |       | 13 / 13    |     |
| Eleitorado/Participação | Eleitorado/Participação        | 9 706 | 54,40 / 100,00  | 0,66  |            |     |

#### Canelas
| Partido                 | Partido                            | Votos  | %               | +/-   | Vereadores | +/-     |
| ----------------------- | ---------------------------------- | ------ | --------------- | ----- | ---------- | ------- |
|                         | Partido Socialista                 | 4 297  | 64,73 / 100,00  | 7,96  | 10 / 13    | 1       |
|                         | PSD-CDS                            | 848    | 12,77 / 100,00  | 15,82 | 2 / 13     | 2       |
|                         | Movimento Independente por Canelas | 757    | 11,40 / 100,00  | Novo  | 1 / 13     | Novo    |
|                         | Bloco de Esquerda                  | 200    | 3,01 / 100,00   | 0,14  | 0 / 13     | Estável |
|                         | Coligação Democrática Unitária     | 199    | 3,00 / 100,00   | 2,17  | 0 / 13     | Estável |
| Votos Inválidos         | Votos Inválidos                    | 337    | 5,07 / 100,00   | 1,25  |            |         |
| Total                   | Total                              | 6 638  | 100,00 / 100,00 |       | 13 / 13    |         |
| Eleitorado/Participação | Eleitorado/Participação            | 11 599 | 57,23 / 100,00  | 2,14  |            |         |

#### Canidelo
| Partido                 | Partido                        | Votos  | %               | +/-   | Vereadores | +/- |
| ----------------------- | ------------------------------ | ------ | --------------- | ----- | ---------- | --- |
|                         | Partido Socialista             | 6 848  | 56,27 / 100,00  | 17,32 | 12 / 19    | 3   |
|                         | PSD-CDS                        | 2 594  | 21,32 / 100,00  | 9,26  | 4 / 19     | 3   |
|                         | Bloco de Esquerda              | 1 101  | 9,05 / 100,00   | 0,81  | 2 / 19     | 1   |
|                         | Coligação Democrática Unitária | 858    | 7,05 / 100,00   | 3,74  | 1 / 19     | 1   |
| Votos Inválidos         | Votos Inválidos                | 768    | 6,32 / 100,00   | 5,11  |            |     |
| Total                   | Total                          | 12 169 | 100,00 / 100,00 |       | 19 / 19    |     |
| Eleitorado/Participação | Eleitorado/Participação        | 24 181 | 50,32 / 100,00  | 2,90  |            |     |

#### Grijó e Sermonde
| Partido                 | Partido                        | Votos  | %               | +/-   | Vereadores | +/-     |
| ----------------------- | ------------------------------ | ------ | --------------- | ----- | ---------- | ------- |
|                         | Partido Socialista             | 3 409  | 56,91 / 100,00  | 14,41 | 8 / 13     | 2       |
|                         | PSD-CDS                        | 1 904  | 31,79 / 100,00  | 3,06  | 4 / 13     | 1       |
|                         | Coligação Democrática Unitária | 401    | 6,69 / 100,00   | 0,28  | 1 / 13     | Estável |
| Votos Inválidos         | Votos Inválidos                | 276    | 4,61 / 100,00   | 3,86  |            |         |
| Total                   | Total                          | 5 990  | 100,00 / 100,00 |       | 13 / 13    |         |
| Eleitorado/Participação | Eleitorado/Participação        | 10 335 | 57,96 / 100,00  | 1,82  |            |         |

#### Gulpilhares e Valadares
| Partido                 | Partido                        | Votos  | %               | +/-   | Vereadores | +/- |
| ----------------------- | ------------------------------ | ------ | --------------- | ----- | ---------- | --- |
|                         | Partido Socialista             | 4 936  | 52,56 / 100,00  | 21,22 | 8 / 13     | 3   |
|                         | PSD-CDS                        | 2 307  | 24,57 / 100,00  | -     | 3 / 13     | -   |
|                         | Bloco de Esquerda              | 768    | 8,18 / 100,00   | -     | 1 / 13     | -   |
|                         | Coligação Democrática Unitária | 750    | 7,99 / 100,00   | 5,40  | 1 / 13     | 1   |
| Votos Inválidos         | Votos Inválidos                | 630    | 6,71 / 100,00   | 5,92  |            |     |
| Total                   | Total                          | 9 391  | 100,00 / 100,00 |       | 13 / 13    |     |
| Eleitorado/Participação | Eleitorado/Participação        | 19 004 | 49,42 / 100,00  | 0,29  |            |     |

#### Madalena
| Partido                 | Partido                        | Votos | %               | +/-   | Vereadores | +/-     |
| ----------------------- | ------------------------------ | ----- | --------------- | ----- | ---------- | ------- |
|                         | Partido Socialista             | 2 448 | 49,57 / 100,00  | 19,98 | 7 / 13     | 3       |
|                         | PSD-CDS                        | 1 035 | 20,96 / 100,00  | 27,99 | 3 / 13     | 5       |
|                         | Nós, Cidadãos!                 | 735   | 14,88 / 100,00  | Novo  | 2 / 13     | Novo    |
|                         | Coligação Democrática Unitária | 395   | 8,00 / 100,00   | 0,53  | 1 / 13     | Estável |
| Votos Inválidos         | Votos Inválidos                | 325   | 6,58 / 100,00   | 1,70  |            |         |
| Total                   | Total                          | 4 938 | 100,00 / 100,00 |       | 13 / 13    |         |
| Eleitorado/Participação | Eleitorado/Participação        | 8 964 | 55,09 / 100,00  | 1,02  |            |         |

#### Mafamude e Vilar do Paraíso
| Partido                 | Partido                        | Votos  | %               | +/-   | Vereadores | +/- |
| ----------------------- | ------------------------------ | ------ | --------------- | ----- | ---------- | --- |
|                         | Partido Socialista             | 11 115 | 50,67 / 100,00  | 15,42 | 12 / 21    | 3   |
|                         | PSD-CDS                        | 5 895  | 26,87 / 100,00  | 4,65  | 6 / 21     | 2   |
|                         | Bloco de Esquerda              | 2 060  | 9,39 / 100,00   | 3,91  | 2 / 21     | 1   |
|                         | Coligação Democrática Unitária | 1 556  | 7,09 / 100,00   | 1,26  | 1 / 21     | 1   |
| Votos Inválidos         | Votos Inválidos                | 1 309  | 5,96 / 100,00   | 5,26  |            |     |
| Total                   | Total                          | 21 935 | 100,00 / 100,00 |       | 21 / 21    |     |
| Eleitorado/Participação | Eleitorado/Participação        | 46 334 | 47,34 / 100,00  | 11,89 |            |     |

#### Oliveira do Douro
| Partido                 | Partido                        | Votos  | %               | +/-  | Vereadores | +/-     |
| ----------------------- | ------------------------------ | ------ | --------------- | ---- | ---------- | ------- |
|                         | Partido Socialista             | 6 241  | 60,93 / 100,00  | 4,19 | 9 / 13     | Estável |
|                         | PSD-CDS                        | 1 925  | 18,79 / 100,00  | 0,21 | 2 / 13     | 1       |
|                         | Bloco de Esquerda              | 817    | 7,98 / 100,00   | 1,62 | 1 / 13     | 1       |
|                         | Coligação Democrática Unitária | 806    | 7,87 / 100,00   | 2,92 | 1 / 13     | Estável |
| Votos Inválidos         | Votos Inválidos                | 454    | 4,43 / 100,00   | 3,68 |            |         |
| Total                   | Total                          | 10 243 | 100,00 / 100,00 |      | 13 / 13    |         |
| Eleitorado/Participação | Eleitorado/Participação        | 19 929 | 51,40 / 100,00  | 0,94 |            |         |

#### Pedroso e Seixezelo
| Partido                 | Partido                                    | Votos  | %               | +/-   | Vereadores | +/-  |
| ----------------------- | ------------------------------------------ | ------ | --------------- | ----- | ---------- | ---- |
|                         | Partido Socialista                         | 6 471  | 65,72 / 100,00  | 21,81 | 10 / 13    | 3    |
|                         | PSD-CDS                                    | 1 490  | 15,13 / 100,00  | 21,31 | 2 / 13     | 3    |
|                         | Movimento Independente Pedroso e Seixezelo | 659    | 6,69 / 100,00   | Novo  | 1 / 13     | Novo |
|                         | Bloco de Esquerda                          | 380    | 3,86 / 100,00   | -     | 0 / 13     | -    |
|                         | Coligação Democrática Unitária             | 332    | 3,37 / 100,00   | 3,76  | 0 / 13     | 1    |
| Votos Inválidos         | Votos Inválidos                            | 515    | 5,23 / 100,00   | 5,11  |            |      |
| Total                   | Total                                      | 9 847  | 100,00 / 100,00 |       | 13 / 13    |      |
| Eleitorado/Participação | Eleitorado/Participação                    | 17 773 | 55,40 / 100,00  | 3,44  |            |      |

#### Sandim, Olivar, Lever e Crestuma
| Partido                 | Partido                        | Votos  | %               | +/-   | Vereadores | +/-     |
| ----------------------- | ------------------------------ | ------ | --------------- | ----- | ---------- | ------- |
|                         | Partido Socialista             | 5 428  | 57,46 / 100,00  | 13,47 | 9 / 13     | 2       |
|                         | PSD-CDS                        | 2 680  | 28,37 / 100,00  | 13,29 | 4 / 13     | 2       |
|                         | Bloco de Esquerda              | 502    | 5,31 / 100,00   | -     | 0 / 13     | -       |
|                         | Coligação Democrática Unitária | 285    | 3,02 / 100,00   | 1,98  | 0 / 13     | Estável |
| Votos Inválidos         | Votos Inválidos                | 551    | 5,83 / 100,00   | 3,53  |            |         |
| Total                   | Total                          | 9 446  | 100,00 / 100,00 |       | 13 / 13    |         |
| Eleitorado/Participação | Eleitorado/Participação        | 14 924 | 63,29 / 100,00  | 1,02  |            |         |

#### Santa Marinha e São Pedro da Afurada
| Partido                 | Partido                                        | Votos  | %               | +/-   | Vereadores | +/-     |
| ----------------------- | ---------------------------------------------- | ------ | --------------- | ----- | ---------- | ------- |
|                         | Partido Socialista                             | 7 221  | 48,72 / 100,00  | 11,34 | 11 / 19    | 3       |
|                         | PSD-CDS                                        | 2 616  | 17,65 / 100,00  | 17,16 | 4 / 19     | 4       |
|                         | Movimento Independente Santa Marinha e Afurada | 1 855  | 12,52 / 100,00  | Novo  | 2 / 19     | Novo    |
|                         | Bloco de Esquerda                              | 1 267  | 8,55 / 100,00   | 1,01  | 1 / 19     | Estável |
|                         | Coligação Democrática Unitária                 | 958    | 6,46 / 100,00   | 4,32  | 1 / 19     | 1       |
| Votos Inválidos         | Votos Inválidos                                | 903    | 6,09 / 100,00   | 3,40  |            |         |
| Total                   | Total                                          | 14 820 | 100,00 / 100,00 |       | 19 / 19    |         |
| Eleitorado/Participação | Eleitorado/Participação                        | 30 483 | 48,62 / 100,00  | 0,97  |            |         |

#### São Félix da Marinha
| Partido                 | Partido                        | Votos  | %               | +/-   | Vereadores | +/- |
| ----------------------- | ------------------------------ | ------ | --------------- | ----- | ---------- | --- |
|                         | Partido Socialista             | 3 883  | 60,27 / 100,00  | 16,68 | 9 / 13     | 2   |
|                         | PSD-CDS                        | 1 700  | 26,39 / 100,00  | 10,97 | 4 / 13     | 1   |
|                         | Coligação Democrática Unitária | 413    | 6,41 / 100,00   | 2,87  | 0 / 13     | 1   |
| Votos Inválidos         | Votos Inválidos                | 447    | 6,94 / 100,00   | 2,84  |            |     |
| Total                   | Total                          | 6 443  | 100,00 / 100,00 |       | 13 / 13    |     |
| Eleitorado/Participação | Eleitorado/Participação        | 11 319 | 56,92 / 100,00  | 1,97  |            |     |

#### Serzedo e Perosinho
| Partido                 | Partido                        | Votos  | %               | +/-  | Vereadores | +/-     |
| ----------------------- | ------------------------------ | ------ | --------------- | ---- | ---------- | ------- |
|                         | Partido Socialista             | 3 689  | 56,61 / 100,00  | 0,62 | 9 / 13     | 1       |
|                         | PSD-CDS                        | 1 815  | 27,85 / 100,00  | 0,94 | 4 / 13     | Estável |
|                         | Bloco de Esquerda              | 318    | 4,88 / 100,00   | -    | 0 / 13     | -       |
|                         | Coligação Democrática Unitária | 313    | 4,80 / 100,00   | 3,01 | 0 / 13     | 1       |
| Votos Inválidos         | Votos Inválidos                | 382    | 5,86 / 100,00   | 3,43 |            |         |
| Total                   | Total                          | 6 517  | 100,00 / 100,00 |      | 13 / 13    |         |
| Eleitorado/Participação | Eleitorado/Participação        | 12 244 | 53,23 / 100,00  | 1,11 |            |         |

#### Vilar de Andorinho
| Partido                 | Partido                                         | Votos  | %               | +/-   | Mandatos | +/-     |
| ----------------------- | ----------------------------------------------- | ------ | --------------- | ----- | -------- | ------- |
|                         | Partido Socialista                              | 4 139  | 55,51 / 100,00  | 10,92 | 8 / 13   | 1       |
|                         | PSD-CDS                                         | 1 391  | 18,66 / 100,00  | 1,19  | 3 / 13   | Estável |
|                         | Movimento Juntos por Vilar do Andorinho         | 532    | 7,14 / 100,00   | Novo  | 1 / 13   | Novo    |
|                         | Bloco de Esquerda                               | 504    | 6,76 / 100,00   | 2,59  | 1 / 13   | 1       |
|                         | Coligação Democrática Unitária                  | 434    | 5,82 / 100,00   | 3,07  | 0 / 13   | 1       |
|                         | Partido Comunista dos Trabalhadores Portugueses | 55     | 0,74 / 100,00   | 1,57  | 0 / 13   | Estável |
| Votos Inválidos         | Votos Inválidos                                 | 401    | 5,38 / 100,00   | 3,60  |          |         |
| Total                   | Total                                           | 7 456  | 100,00 / 100,00 |       | 13 / 13  |         |
| Eleitorado/Participação | Eleitorado/Participação                         | 15 145 | 49,23 / 100,00  | 1,14  |          |         |

#### Juntas antes e depois das eleições
| Freguesia                            | 2013-2017 | 2013-2017          | 2013-2017      | 2017-2021 | 2017-2021          | 2017-2021      |
| ------------------------------------ | --------- | ------------------ | -------------- | --------- | ------------------ | -------------- |
| Arcozelo                             |           | PSD-CDS            | 41,93 / 100,00 |           | Partido Socialista | 48,49 / 100,00 |
| Avintes                              |           | Partido Socialista | 49,28 / 100,00 |           | Partido Socialista | 72,52 / 100,00 |
| Canelas                              |           | Partido Socialista | 56,77 / 100,00 |           | Partido Socialista | 64,73 / 100,00 |
| Canidelo                             |           | Partido Socialista | 38,95 / 100,00 |           | Partido Socialista | 56,27 / 100,00 |
| Grijó e Sermonde                     |           | Partido Socialista | 42,50 / 100,00 |           | Partido Socialista | 56,91 / 100,00 |
| Gulpilhares e Valadares              |           | Grupo de Cidadãos  | 42,64 / 100,00 |           | Partido Socialista | 52,56 / 100,00 |
| Madalena                             |           | PSD-CDS            | 48,95 / 100,00 |           | Partido Socialista | 49,57 / 100,00 |
| Mafamude e Vilar do Paraíso          |           | Partido Socialista | 35,25 / 100,00 |           | Partido Socialista | 50,67 / 100,00 |
| Oliveira do Douro                    |           | Partido Socialista | 56,74 / 100,00 |           | Partido Socialista | 60,93 / 100,00 |
| Pedroso e Seixezelo                  |           | Partido Socialista | 43,91 / 100,00 |           | Partido Socialista | 65,72 / 100,00 |
| Sandim, Olival, Lever e Crestuma     |           | Partido Socialista | 43,99 / 100,00 |           | Partido Socialista | 57,46 / 100,00 |
| Santa Marinha e São Pedro da Afurada |           | Partido Socialista | 37,38 / 100,00 |           | Partido Socialista | 48,72 / 100,00 |
| São Félix da Marinha                 |           | Partido Socialista | 43,59 / 100,00 |           | Partido Socialista | 60,27 / 100,00 |
| Serzedo e Perosinho                  |           | Partido Socialista | 55,99 / 100,00 |           | Partido Socialista | 56,61 / 100,00 |
| Vilar de Andorinho                   |           | Partido Socialista | 44,59 / 100,00 |           | Partido Socialista | 55,51 / 100,00 |